# Diana Matheson
Diana Beverly Matheson (Mississauga, 6 de abril de 1984) é uma futebolista canadense que atua como meio-campista, medalhista olímpica.

## Carreira
Diana Matheson fez parte do elenco da medalha de bronze em Londres 2012 e Rio 2016.